# James Woodget
James Henry Woodget (Burnham Market, Norfolk, 28 de setembre de 1874 – Fakenham, Norfolk, 3 d'octubre de 1960) va ser un esportista anglès que va competir a primers del segle xx.
El 1908 va prendre part en els Jocs Olímpics de Londres, on guanyà la medalla de bronze en la prova del joc d'estirar la corda formant part de l'equip Metropolitan Police "K" Division.